# Klebrigkeit
Als klebrig bezeichnet man insbesondere Oberflächen, die sich durch Adhäsivität auszeichnen. Klebrige Stoffe oder Gefüge oder Gemenge besitzen außerdem große Kohäsionskräfte. Klebrigkeit kann ein physikalisch-mechanisches Phänomen sein (wie bei Klettverschlüssen oder der Klebrigkeit des Geckofußes) oder chemisch bedingt (z. B. durch teilweise Polymerisation). Klebrige Stoffe eignen sich in der Regel – aber nicht grundsätzlich – als Klebstoff. Um als Klebstoff zu dienen, müssen die Substanzen die zu verbindenden Teile benetzen und nach Kontakt abbinden.
Physikalisch bedingte Klebrigkeit kommt üblicherweise durch das mechanische Verhaken und Vernetzen von fädigen Oberflächenstrukturen zustande. Je weiter man in den Nanobereich gelangt, desto stärker kommen atomare Kräfte wie Van-der-Waals-Kräfte oder Wasserstoffbrückenbindungen ins Spiel.
Als klebrig werden fälschlicherweise auch oft Oberflächen bezeichnet, die lediglich hohe Haft- bzw. Gleitreibung aufweisen. Andererseits bieten klebrige Oberflächen natürlich immer hohen Reibungswiderstand.